# Polska Agencja Kosmiczna
Polska Agencja Kosmiczna (POLSA; ang. Polish Space Agency) – agencja wykonawcza Ministerstwa Rozwoju i Technologii, utworzona w 2014. Siedziba główna POLSA znajduje się w Gdańsku.
Na czele POLSA stoi prezes agencji, który jest wspierany przez wiceprezesa ds. naukowych oraz wiceprezesa ds. obronnych. Struktura dzieli się na trzy piony. W pionie prezesa znajdują się Departament Strategii i Współpracy Międzynarodowej, Departament Krajowego Programu Kosmicznego oraz Biuro Organizacyjne. W pionie wiceprezesa do spraw nauki znajdują się Departament Badań i Innowacji oraz Departament Edukacji. Z kolei w pionie wiceprezesa ds. obronnych znajdują się Departament Wojskowych Technologii Satelitarnych oraz Departament Projektów Obronnych.

## Historia
Agencja została utworzona na mocy ustawy z 26 września 2014, a działalność operacyjną z pełnym zespołem rozpoczęła pod koniec 2015. Polska Agencja Kosmiczna jako rządowa agencja wykonawcza uczestniczy w realizacji strategicznych celów Polski, podejmując działania w celu zwiększenia wykorzystania systemów satelitarnych i przyspieszenia rozwoju technologii kosmicznych na rzecz krajowej administracji, nauki, gospodarki i obronności.
W listopadzie 2014 na stanowisko prezesa Polskiej Agencji Kosmicznej został powołany prof. Marek Banaszkiewicz, który wcześniej pełnił funkcję dyrektora Centrum Badań Kosmicznych Polskiej Akademii Nauk. W lipcu 2015 wiceprezesami zostali prof. Marek Moszyński z Wydziału Elektroniki, Telekomunikacji i Informatyki Politechniki Gdańskiej oraz generał Lech Majewski.
Profesor Banaszkiewicz został odwołany przez premier Beatę Szydło 7 października 2016, choć jego kadencja miała trwać pięć lat. Następnie p.o. prezesa Agencji był płk Piotr Suszyński, który od września tego samego roku pełnił  funkcję wiceprezesa ds. obronnych. Dr Grzegorz Brona otrzymał nominację na stanowisko prezesa PAK z rąk premiera Mateusza Morawieckiego 13 marca 2018 i kierował pracami agencji do końca marca 2019. Od kwietnia 2019 pracami POLSA kierował Michał Szaniawski. Został odwołany ze stanowiska w grudniu 2020. 18 lutego 2021 prezesem POLSA został prof. Grzegorz Wrochna, który pełnił tę funkcję do 11 marca 2025 (podobnie jak w przypadku prof. Banaszkiewicza został odwołany przed końcem swej pięcioletniej kadencji; tym razem przez ministra rozwoju w rządzie Donalda Tuska, Krzysztofa Paszyka). Następnie pełniącym obowiązki prezesa był płk Marcin Mazur, dotychczasowy wiceprezes POLSA. W kwietniu 2025 prezesem Agencji została Marta Ewa Wachowicz.

### Lista prezesów
- Marek Banaszkiewicz (2014–2016)
- Piotr Suszyński (2016–2018, p.o.)
- Grzegorz Brona (2018–2019)
- Michał Szaniawski (2019–2020)
- Grzegorz Wrochna (2021–2025)
- płk Marcin Mazur (w 2025, p.o.)
- Marta Ewa Wachowicz (od 2025)

## Zadania i działania

### Najważniejsze zadania Polskiej Agencji Kosmicznej

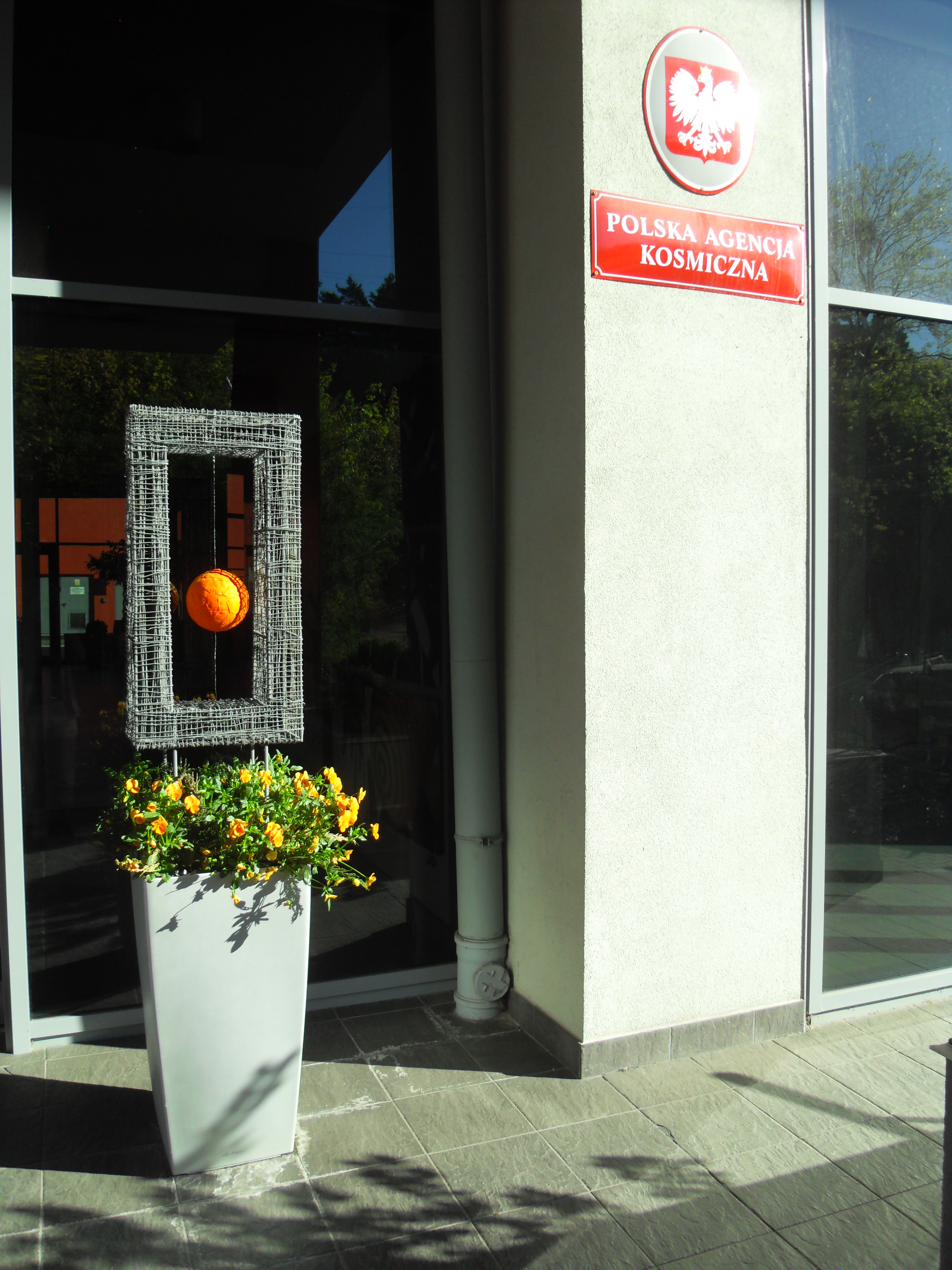
Siedziba Polskiej Agencji Kosmicznej w Gdańsku

- wspieranie rozwoju oraz promocja potencjału przedsiębiorstw i instytutów naukowo-badawczych krajowego sektora kosmicznego
- koordynowanie aktywności polskiego sektora kosmicznego na poziomie krajowym i międzynarodowym
- działanie na rzecz szerszego wykorzystania technologii satelitarnych w pracy administracji publicznej
- udział w projektach wzmacniających potencjał obronny kraju
- reprezentowanie Polski w kontaktach z międzynarodowymi organizacjami sektora kosmicznego

### Najważniejsze działania Polskiej Agencji Kosmicznej
- Opracowanie Krajowego Programu Kosmicznego

Celem przygotowania i wdrożenia Krajowego Programu Kosmicznego jest budowa w Polsce kompetencji umożliwiających zaspokojenie potrzeb kraju w zakresie technologii satelitarnych oraz rozwój potencjału podmiotów tworzących narodowy sektor kosmiczny i ich konkurencyjności na rynku międzynarodowym. 
- Wspieranie podmiotów krajowego sektora kosmicznego

POLSA zrealizowała dotychczas 3 programy bezpłatnych konsultacji eksperckich dla polskich przedsiębiorców. Agencja organizuje też wiele wydarzeń służących ułatwianiu polskim podmiotom pozyskiwania zagranicznych partnerów do wspólnych przedsięwzięć (wyjazdy studyjne, dni współpracy bilateralnej, polskie stoiska na imprezach branżowych etc.).
- Członkostwo Polski w europejskim Konsorcjum SST

Konsorcjum SST (Space Surveillance and Tracking – Obserwacja i Śledzenie Obiektów Kosmicznych) realizuje jedną z kluczowych inicjatyw Unii Europejskiej związanych z kosmosem. Udział w konsorcjum umożliwi Polsce wzmocnienie krajowych zdolności związanych z obserwacją i budowaniem świadomości sytuacyjnej w przestrzeni kosmicznej i może przyspieszyć rozwój kompetencji krajowego sektora kosmicznego.
- Szkolenia z zakresu wykorzystania danych satelitarnych przez administrację publiczną

POLSA prowadzi prace związane z opracowaniem programu edukacyjno-szkoleniowego na potrzeby administracji publicznej w zakresie wykorzystywania zobrazowań i usług opartych na danych satelitarnych w realizacji zadań urzędów. Działania te związane są z członkostwem agencji w konsorcjum realizującym projekt Sat4Envi, którego celem jest stworzenie w kraju infrastruktury do odbioru, przechowywania, przetwarzania i dystrybucji danych satelitarnych dostępnych dla Polski w ramach m.in. programu Copernicus oraz powstałych na ich bazie produktów satelitarnych.
- PAK Krajowym Punktem Kontaktowym EUMETSAT

Agencja wspiera krajowe podmioty ubiegające się o kontrakty Europejskiej Organizacji Eksploatacji Satelitów Meteorologicznych organizując warsztaty, seminaria i spotkania dwustronne z przedstawicielami EUMETSAT-u oraz udzielając konsultacji dotyczących programów i misji realizowanych przez tę organizację.
- Członkostwo Polski w europejskim konsorcjum robotycznym Strategiczny Klaster Badawczy PERASPERA

Zadaniem klastra jest opracowanie mapy drogowej rozwoju technologii robotycznych w Europie oraz wspieranie Komisji Europejskiej w organizacji przetargów na rozwiązania z obszaru robotyki w ramach programu Horyzont 2020 i jego kolejnej edycji, Horyzont Europa. Członkostwo PAK w konsorcjum PERASPERA kierowanym przez ESA przyczyni się do rozwoju krajowych kompetencji w zakresie planetarnej i orbitalnej robotyki kosmicznej – obszarze należącym do specjalności krajowego sektora kosmicznego.
- Zlecenie opracowania studiów wykonalności dużych programów kosmicznych i rozwoju technologii

Agencja zleca opracowanie studiów wykonalności Astronomicznego satelity obserwacyjnego w paśmie UV, Satelitarnego systemu zobrazowań radarowych, Architektury systemu świadomości sytuacyjnej w zakresie kosmosu, Polskiej mikrorakiety nośnej oraz Przyszłościowych technik i technologii kosmicznych. Przygotowanie studiów znacznie przyspieszy prace nad realizację tych projektów, jeżeli zapadnie decyzja o ich wdrożeniu.
- Rozwijanie współpracy międzynarodowej Polski w dziedzinie kosmosu

Działania te są realizowane w ramach kontaktów z ESA i EUMETSAT, współpracy z krajami europejskimi komplementarnej do projektów ESA, jak również dzięki podjęciu rozmów na temat współpracy z NASA oraz podpisaniu listów intencyjnych lub umów z 8 narodowymi agencjami kosmicznymi: Francuską Agencją Kosmiczną, Włoską Agencją Kosmiczną, Ukraińską Agencją Kosmiczną, Brazylijską Agencją Kosmiczną, Chińską Narodową Agencją Kosmiczną, Meksykańską Agencją Kosmiczną, Izraelską Agencją Kosmiczną i Rumuńską Agencją Kosmiczną.
- Wspieranie działań edukacyjnych dotyczących tematyki kosmicznej

POLSA zaangażowała się w stworzenie nowych kierunków studiów związanych z technologiami kosmicznymi i satelitarnymi, m.in. w Trójmieście, a jej przedstawiciele organizują dni informacyjne sektora kosmicznego na krajowych uczelniach. Agencja współorganizowała Letni Kursu Prawa Kosmicznego Europejskiego Centrum Prawa Kosmicznego (ECSL), prowadzi program stażowy dla studentów oraz konkurs dla szkół podstawowych i ponadpodstawowych „Kosmoszkoła z POLSA” i konkurs na najlepsze studenckie prace dyplomowe z obszaru inżynierii kosmicznej.
- Promocja krajowego sektora kosmicznego

Agencja promuje potencjał i dorobek podmiotów polskiego sektora kosmicznego podczas najważniejszych imprez branżowych w kraju i zagranicą oraz obejmuje patronatem najciekawsze inicjatywy realizowane przez krajowe podmioty (kilkadziesiąt wydarzeń branżowych i patronatów).

## Siedziba i oddziały
Na wniosek senatora RP i byłego rektora Politechniki Gdańskiej Edmunda Wittbrodta, decyzją Sejmu RP siedziba organizacji znajduje się w Gdańsku.
Oddziały terenowe Polskiej Agencji Kosmicznej
- Warszawa – obejmujący swoim zasięgiem terytorialnym województwa: zachodniopomorskie, pomorskie, warmińsko-mazurskie, podlaskie, lubuskie, wielkopolskie, kujawsko-pomorskie, łódzkie, mazowieckie
- Rzeszów – obejmujący swoim zasięgiem terytorialnym województwa: mazowieckie, opolskie, śląskie, świętokrzyskie, małopolskie, lubelskie, podkarpackie

## Współpraca z uczelniami
Trójmiejskie uczelnie: Politechnika Gdańska, Akademia Marynarki Wojennej oraz Uniwersytet Morski utworzyły kierunki związane z przemysłem kosmicznym. Na Pomorzu działa 20 przedsiębiorstw związanych z przemysłem kosmicznym.
W ramach POLSA funkcjonuje Rada Studentów przy Prezesie Polskiej Agencji Kosmicznej, będąca interdyscyplinarnym ciałem doradczym, skupiającym studentów polskich uczelni o zainteresowaniach związanych z rozwojem sektora kosmicznego. Cele Rady to m.in. promocja zagadnień kosmicznych w środowisku studenckim i inicjowanie przedsięwzięć skierowanych do studentów. 

## Kierownictwo[19]
- Marta Ewa Wachowicz – prezes od 29 kwietnia 2025[20]
- płk Marcin Mazur – wiceprezes od 22 listopada 2021[21]